# اچ‌ام‌اس ولیانت (۱۸۶۳)
اچ‌ام‌اس ولیانت (۱۸۶۳) (به انگلیسی: HMS Valiant (1863)) یک کشتی بود که طول آن ۲۸۰ فوت ۲ اینچ (۸۵٫۴ متر) بود. این کشتی در سال ۱۸۶۳ ساخته شد.